# (155140) 2005 UD
(155140) 2005 UD est un astéroïde Apollon de taille kilométrique découvert par le Catalina Sky Survey le 22 octobre 2005. Il fait partie du complexe Phaéton-courant de météores des Géminides.